# Percolozoa
Percolozoa — тип одноклітинних джгутикових грибоподібних організмів. Включає один клас — Heterolobosea.

## Загальні відомості
Трапляються зазвичай у ґрунті, іноді — у водоймах, по всій земній кулі, є паразитичні види. За способом живлення — гетеротрофи, переважно фаготрофи. Мітохондрії з дискоідальними (рідше мінливими до мішкоподібних) кристами. Мітоз — закритий внутрішньоядерний ортомітоз. У мітозі зберігається ядерце. Справжні диктіосоми відсутні. Трапляються багатоядерні плазмодії. Більшість представників можна культивувати в лабораторії.

## Життєвий цикл
Чергуються амебоїдна та джгутикова стадія. Амебоїдна стадія може утворювати плодові тіла та цисти. Статевий процес не спостерігався. Амебоїдна стадія є трофічною, псевдоподії можуть бути тупими та короткими або ниткоподібними. Джгутикова стадія з 2 — 4 субапікальними джгутиками виконує функцію розселення. У Acrasida утворюються макроскопічні плодові тіла, схожі на ті, що утворюють міксоміцети (Mycetozoa), однак, на відміну від міксоміцетів, плодові тіла мають тонкі заповнені клітинами ніжки. Спори, що утворюються в плодовому тілі, вкриті полісахаридною оболонкою.

## Класифікація
клас Heterolobosea
- ряд Schizopyrenida
  - родина Vahlkampfiidae
  - родина Gruberellidae
- ряд Acrasida [=Acrasiales]
  - родина Acrasidae